# Hankiss János
Hankiss János, Jean Hankiss (Budapest, 1893. szeptember 21. – Budapest, 1959. április 28.) irodalomtörténész, egyetemi tanár.

## Élete
Idősebb dr. Hankiss János (1863–1933), államtitkár, fővámigazgató, helyettes államtitkár és nemes Gebhardt Antónia (1865–1934) gyermekeként született. Apai nagyszülei Hankiss Károly (1810–1864), és nemesdömölki Feyér Johanna (1824–1903) asszony voltak.
Egyetemi tanulmányait Budapesten, Genfben és Párizsban végezte, 1915-ben a Budapesti Tudományegyetemen szerzett német-francia szakos tanári oklevelet és francia irodalomtörténetből doktorált.
1915. szeptember 1-től az egri állami főreáliskola helyettes, 1916. április 8-tól rendes tanára.
1919-től a francia irodalom magántanára, 1923-tól rendkívüli, 1929–1950 között nyilvános rendes tanár a debreceni egyetemen. Közben 1943–1944 között közoktatásügyi államtitkár a Kállay-kormányban. 1950-től a Debreceni Egyetemi Könyvtár tisztviselője és a francia irodalom megbízott előadója.
A Debreceni Szemle, a Forrás szerkesztője, a Helicon című nemzetközi irodalomelméleti folyóirat alapító szerkesztője, a Kortársaink című irodalomtörténeti sorozat szerkesztője volt.
Élete utolsó éveiben zenetörténettel foglalkozott (főként Liszt életével és munkásságával). 1958-ban az ő munkájának köszönhetően létesült a Zeneműtár.
1959. április 28-án Budapesten érte a halál.

## Munkássága
Széles körű tevékenységet fejtett ki a magyar és a nemzetközi irodalomtudomány kapcsolatainak kiépítése érdekében. Az első, 1931-ben Budapesten megtartott Nemzetközi Irodalmi Kongresszus megszervezője, 1935-ben az amszterdami, 1939-ben a lyoni kongresszus titkára is. Az ő nevéhez fűződik Milleker Rezső földrajzprofesszorral együtt a Nyári Egyetem – melynek 16 éven át volt a vezetője – valamint a Népművelési Kutató Intézet megszervezése is.
Fő területe az összehasonlító irodalomtörténet; nagyszámú irodalomelméleti, irodalomtörténeti és zenetörténeti tanulmánya, valamint különböző álnevek alatt (Fejér János, Fehérvári Antal stb.) jelent meg verse, novellája, műfordítása.

## Családja
Öccse Hankiss Szilárd (1898–1944) vegyészmérnök, miniszteri tanácsos volt.
Gyermekei közül János orvos, belgyógyász (1926–), Elemér ismert szociológus (1928–2015), Ilona operaénekesnő lett (1935–).

## Főbb művei
- Diderot mint realista elbeszélő; Neuwald, Bp., 1915
- Philippe Néricault Destouches. L'homme et l'oeuvre; Csáthy, Debrecen, 1918
- A detektívregény; Csáthy, Debrecen, 1928 (Gaea. A föld, az élet és a tudomány könyvei)
- Tormay Cécile; Studium, Bp., 1928 (Kortársaink)
- Panorama de la littérature hongroise contemporairse (Juhász Gézával, Paris, 1930)
- Jules Verne. A tudomány a szépirodalomban; Franklin, Bp., 1930
- Irodalomszemlélet I. (Debrecen, 1934)
- Lumière de Hongrie. Aspects de la civilisation Hongroise; előszó Sébastien Charléty; Vajna, Bp., 1935
- A kultúrdiplomácia alapvetése; Magyar Külügyi Társaság, Bp., 1936 (Questions d'actualité. Időszerű kérdések)
- Défense et illustration de la littérature (Paris, 1936)
- Storia della letteratura ungherese (Torino, 1936)
- Jókai, a nagy magyar regényíró; Egyetemi Ny., Bp., 1938
- Tormay Cécile; Singer és Wolfner, Bp., 1939 (Tormay Cécile művei)
- Irodalomszemlélet. Tanulmányok az irodalmi alkotásról; Egyetemi Ny. Könyvesboltja, Bp., 1941
- Ünnepnapok munkája; Singer-Wolfner, Bp., 1941
- Liszt Ferenc, az író (Budapest, 1941)
- A magyar géniusz; Székesfőváros, Bp., 1941
- Európa és a magyar irodalom. A honfoglalástól a kiegyezésig; Singer-Wolfner, Bp., 1942
- A magyar irodalom közelről; Forrás, Bp., 1942
- A mi irodalmunk; Egyetemi Ny., Bp., 1942
- A hídverő álmai; Griff, Bp., 1944
- A magyar irodalom Kelet és Nyugat között; Egyetemi Ny., Bp., 1944
- La littérature et la vie (Sao Paulo, 1951)
- Európa és a magyar irodalom. A honfoglalástól a kiegyezésig; Kráter, Pomáz, 2005
- A magyar géniusz; Kráter, Pomáz, 2009
- Tormay Cécile; Kráter, Pomáz, 2009
- A magyar géniusz; Magyar Közlöny Lap- és Könyvkiadó, Bp., 2017 (Nemzeti könyvtár)